# UCI Coupe des Nations U23 2024
Navigation
Édition précédente Édition suivante
L'UCI Coupe des Nations U23 2024 est la 18e édition de l'UCI Coupe des Nations U23. Elle est réservée aux cyclistes de sélection nationales de moins de 23 ans. Elle est organisée par l'Union cycliste internationale et fait partie du calendrier des circuits continentaux. 
Trois épreuves sont au programme, auxquelles il faut ajouter le championnat du monde espoirs et les championnats continentaux espoirs.

## Résultats

### Épreuves
| Date          | Épreuve                                          | Pays       | Vainqueur            | Deuxième             | Troisième           | Leader (nations) |
| ------------- | ------------------------------------------------ | ---------- | -------------------- | -------------------- | ------------------- | ---------------- |
| 15-19 mai     | Orlen Nations Grand Prix                         | Pologne    | Mathys Rondel        | Brieuc Rolland       | Arno Wallenborn     | France           |
| 30 mai-2 juin | Course de la Paix-Grand Prix Jeseníky            | Tchéquie   | Brieuc Rolland       | Aaron Dockx          | Léo Bisiaux         | France           |
| 8 juin        | Championnat d'Asie du contre-la-montre espoirs   | Kazakhstan | Nicolas Vinokourov   | Andrey Remkhe        | Tullatorn Sosalam   | France           |
| 10 juin       | Championnat d'Asie sur route espoirs             | Kazakhstan | Abdulla Jasim Al-Ali | Mohammad Al Mutaiwei | Ali Labib Shotorban | France           |
| 18-25 août    | Tour de l'Avenir                                 | France     | Joseph Blackmore     | Pablo Torres Arias   | Tijmen Graat        | France           |
| 11 septembre  | Championnat d'Europe du contre-la-montre espoirs | Belgique   | Alec Segaert         | Jakob Söderqvist     | Wessel Mouris       | France           |
| 13 septembre  | Championnat d'Europe sur route espoirs           | Belgique   | Huub Artz            | Niklas Behrens       | Léandre Lozouet     | France           |
| 23 septembre  | Championnat du monde du contre-la-montre espoirs | Suisse     | Iván Romeo           | Jakob Söderqvist     | Jan Christen        | France           |
| 27 septembre  | Championnat du monde sur route espoirs           | Suisse     | Niklas Behrens       | Martin Svrček        | Alec Segaert        | Belgique         |

### Classement par nations
| #  | Pays            | Pts. |
| -- | --------------- | ---- |
| 1  | Belgique        | 106  |
| 2  | France          | 96   |
| 3  | Suisse          | 87   |
| 4  | Espagne         | 86   |
| 5  | Grande-Bretagne | 81   |
| 6  | Pays-Bas        | 73   |
| 7  | Allemagne       | 65   |
| 8  | Luxembourg      | 62   |
| 9  | Danemark        | 58   |
| 10 | Italie          | 47   |